# Pavel Vasiljevič Bogdanov
Pavel Vasilijevič Bogdanov, rusky Па́вел Васи́льевич Богда́нов (15. ledna 1900 Orel, Ruské impérium – 24. dubna 1950 Moskva, SSSR) byl sovětský vojenský velitel a důstojník SS brigáda Družina.

## Služba v Rudé armádě
Narodil se v rodině dělníka ve městě Orel. Po absolvování školní docházky pracoval jako dělník v továrně. Do Ruské občanské války vstoupil v roce 1918, když se dobrovolně přihlásil do Rudé armády. Během občanské války sloužil u 8. pěší divize, účastnil se bojových operací proti jednotkám Petljury, Skoropadského, Děnikina a také polsko-sovětské války. 
Po skončení občanské války Bogdanov absolvoval moskevské kurzy pro velitelský kádr Rudé armády a do roku 1925 vystřídal nižší velitelské funkce v různých střeleckých divizích. 
V roce 1926 absolvoval pokročilý výcvikový kurs taktiky pro velitele Rudé armády Vystrel. V roce 1931 vstoupil do VKS(b) a začal sloužit jako velitel v Karelském pevnostním okruhu. V letech 1935-1938 působil jako velitel 59. a 114. střeleckého pluku ve 20. střelecké divizi Leningradského vojenského okruhu.
V roce 1938 byl vyloučen ze strany na základě obvinění styku s bývalými nepřáteli lidu, chybám ve stranické práci a rozvracení. Po prošetření byl v roce 1938 opět zařazen do strany a jmenován náčelníkem štábu 67. pěší divize Leningradského vojenského okruhu. 
4. listopadu 1939 byla Bogdanovovi udělena hodnost velitele brigády a 4. června 1940 generálmajora. Po provedení anexe pobaltských států v létě 1940 se jeho divize stala součástí Pobaltského zvláštního vojenského okruhu. 
30. května 1941 Bogdanov obdržel pokárání od velitele Pobaltského zvláštního vojenského okruhu  Kuzněcova za špatné vedení bojového výcviku divize, v důsledku čehož byla nebojeschopná. 48. pěší divize z rozkazu velitele vojenského okruhu vyrazila z Rigy (v noci z 18. na 19. června) s rozkazem, aby se přesunula k hranicím s Německem. K nim měla dorazit 23. června 1941. V průběhu nařízeného přesunu, po zahájení útoku na SSSR,  byla napadena německým letectvem a armádou. 22. června 1941 byla divize v oblasti okolo městečka Eržvilkas (Litva) napadena předsunutým oddílem německé 4. tankové skupiny. V bojích Bogdanova divize utrpěla těžké ztráty. Následně během sovětské obrany Pobaltí v prvních třech dnech války byla divize rozdrcena v oblasti města Raseiniai. Od 25. června 1941 přestala jeho divize existovat jako organizovaná bojeschopná síla. 17. července 1941 Bogdanov upadl do německého zajetí.

## Služba v SS
22. července 1941 byl umístěn do zajateckého tábora v Suwalki. V zajetí dne 26. července 1941 udal Němcům zřejmě také z osobních důvodů jemu známé politické komisaře ze své divize, což vedlo k jejich popravě. V září 1941 byl převezen do Německa, kde požádal o možnost sestavit oddíl z válečných zajatců k boji proti sovětské moci. Byl převezen do zvláštního zajateckého tábora organizovaného ministerstvem propagandy, kde se konaly politické kurzy. Napsal svým jménem výzvy k ruskému lidu a generálům Rudé armády, které byly vysílány rozhlasem. 
Od srpna 1942 se stal členem Bojového svazu ruských nacionalistů, do něhož agitoval další zajatce z řad Rudé armády. V prosinci 1942 se Bogdanov připojil k bojové skupině SS pro boj s partyzány v hodnosti SS Sturmann (svobodník). 
V lednu 1943 byl povýšen na SS Sturmführer (poručík) a stal se členem 1. ruského oddílu SS Družina pod vedení Vladimíra Gila (alias Rodionova). V dubnu 1943 se stal velitelem kontrarozvědky pluku a byl povýšen do hodnosti SS Brigadeführer. Podle svědectví se osobně zúčastňoval represí proti civilnímu obyvatelstvu v rámci protipartyzánských operací. Dne 29. dubna 1943 o morálním stavu jednotky SS brigáda Družina řídící důstojník SS Obersturmbannführer Appel  napsal v hlášení, že nálada v ní se rozkládá, v jednotce vzrůstají protiněmecké nálady a nechce vykonávat svěřené úkoly. Bogdanov jako velitel kontrarozvědky v květnu 1943 osobně zastřelil dva důstojníky za prosovětské nálady a pokus přidat se k partyzánům. Neodhalil však, že spiknutí sahá až do nejvyšších míst. 13. srpna 1943 (podle ruské wikipedie 16. srpna 1943) ho osobně zatkl velitel jednotky Gil a jednotka přešla na stranu sovětských partyzánů. 20. srpna 1943 byl předán do rukou představitelů SMERŠ.

## Soud a poprava
24. dubna 1950 Vojenské kolegium Nejvyššího soudu SSSR odsoudilo Bogdanova k trestu smrti v souladu s §58 článku 1 trestního zákoníku RSFSR, odstavec b vojenská zrada. Trest byl vykonán téhož dne. 
Rozsudkem Vojenského kolegia Nejvyššího soudu Ruské federace ze dne 21. srpna 2001 byl P. V. Bogdanov prohlášen za osobu nepodléhající rehabilitaci.